# Куруньотис, Константинос
Константи́нос Куруньо́тис (греч. Κωνσταντίνος Κουρουνιώτης; 1872—1945) — греческий археолог, профессор, член Афинской академии, совершил раскопки полиса Эретрия и совместно с американцем Карлом Блегеном открыл древний город легендарного царя Нестора — Пилос.

## Биография
В 1889 году Константинос Куруньотис совершил раскопки древнегреческого полиса Эретрия у храма Аполлона Дафнефоросского и обнаружил один из шедевров древнегреческой скульптуры, изображающий Тесея и Антиопу, что сейчас экспонируется в Музее в Эритрии. Куруньотис также нашел части городских стен, так называемые Западные Ворота, Южную Гимназию и Ванны недалеко от гавани. Во время официальных работ злоумышленниками было разграблено македонское захоронение, которое позже стало известным благодаря похищенным артефактам, обобщенно названным Могила Эрота.
В 1902 году Куруньотис участвовал в раскопках Басс, в частности Храма Аполлона в Бассах. В период 1919—1922 годов Куруньотис провел раскопки в Эфесе, которые стали интересной главой в истории греческой археологии, поскольку по подписанному в 1919 году Версальскому договору Греция получила контроль над Малой Азией, пока 1922 год не завершился Малоазийской катастрофой, положившей конец трёхтысячилетней греческой истории Малой Азии.
В 1926 году, будучи главой Национального археологического музея Афин, Куруньотис предложил американцу Блегену принять участие в раскопках микенского города и захоронений. Сразу же было оговорено, что Куруньотис является главным в группе исследователей, на Блегена же возлагалась координация полевых работ.
Возглавляемая в 1938—1939 годах Куруньотисом греко-американская экспедиция, в которую кроме Куруньотиса и Блегена входили Элизабет Блеген, Уильям Макдональд, Берт Ходж Хилл и Ида Хилл, пришла к выводу, что столица Нестора расположена в верховьях хребта Ано Энглианос, близ современного города Хора. Уже в первый день проведения раскопок 4 апреля 1939 года были найдены каменные стены, фрагменты фресок, микенская керамика, а также фрагменты табличек с надписями линейным письмом Б.
Эти многообещающие работы были приостановлены из-за начала Второй мировой войны, в 1945 году умер сам Куруньотис, после чего раскопки продолжились уже под руководством Блегена. Его команда археологов из Университета Цинциннати исследовала микенский дворец, а также смогла открыть значительную часть города, окружавшую этот дворец. По оценкам учёных, этот город был построен в XIII веке до н. э. и погиб, вероятно, от пожара около 1200 до н. э.